# Free Dean’s Office
Free Dean's Office — модуль для среды дистанционного обучения Moodle, предназначенный для автоматизации управления учебным процессом и сопутствующего документооборота в вузе, колледже и школе. Включает в себя подсистему электронных журналов и электронных дневников.

## История разработки
Первая версия модуля «Электронный деканат» для СДО Moodle была разработана в 2006 году по заказу СибАДИ. Продукт добавлял в Moodle функциональность глобальных академических групп, зачетных книжек, позволял автоматически выбирать из курсов итоговые оценки и экспортировать их в формат CSV. Проект хоть и распространялся на основе лицензии GNU GPL, но развивался в режиме заказной разработки и использовался в ряде вузов.
В 2008 году ядро продукта было полностью переписано для обеспечения внутренней модульности. С этого момента продукт был опубликован на SourceForge.net под названием Free Dean’s Office и развивался как открытый программный продукт с привлечением сторонних разработчиков. На его базе группой разработчиков ГОУ ЦО «Технологии обучения» была разработана система «Успеваемость», являющаяся свободной реализацией электронных журналов и дневников. Участие команды ГОУ ЦО ТО значительно обогатило проект и сделало его привлекательным не только для высших, но и средних учебных заведений.
В 2010 году проект был удостоен звания лауреата конкурса «Лучший свободный проект России 2010» в номинации «Выбор редакции журнала LinuxFormat».

## Особенности
- Является модулем к Moodle и тесно интегрирован с ней: заведение учеников или сотрудников сопровождается автоматическим созданием учетных записей в Moodle, включение и исключение учеников в учебные процессы сопровождается подпиской и отпиской от соответствующих курсов Moodle, синхронизируются итоговые оценки из курсов Moodle, системы имеют единый интерфейс и авторизацию.
- Процесс разработки происходит на сайте SourceForge.net и открыт для всех желающих.
- Имеет модульную архитектуру, позволяющую дополнять, изменять и полностью заменять встроенную бизнес-логику. Модули могут иметь зависимости, но ни один из них не является обязательным для функционирования ядра.
- Реализует следующие функции.
  - Создание иерархической структуры организации в виде дерева подразделений.
  - Заключение и сопровождение договоров со студентами, подписка студентов на одну или несколько учебных программ (специальностей), включение студентов в академические группы. Предоставление доступа законному представителю для контроля успеваемости.
  - Заключение и сопровождение договоров с сотрудниками, назначение сотрудников одной или нескольких должностей в подразделениях организации. Управление доступом преподавателей к ведению курсов.
  - Управление учебными программами (специальностями) с возможностью задания для них траекторий и учебных планов.
  - Управление текущим учебным планом и нагрузкой преподавателей. Балансирование фактической и табельной нагрузки при ее распределении.
  - Возможность разбиения студентов на подгруппы и объединения в потоки в рамках определенных дисциплин.
  - Электронные зачетные книжки.
  - Управление расписанием занятий.
  - Электронные журналы и дневники.